# 栃木県道224号小砂小口線

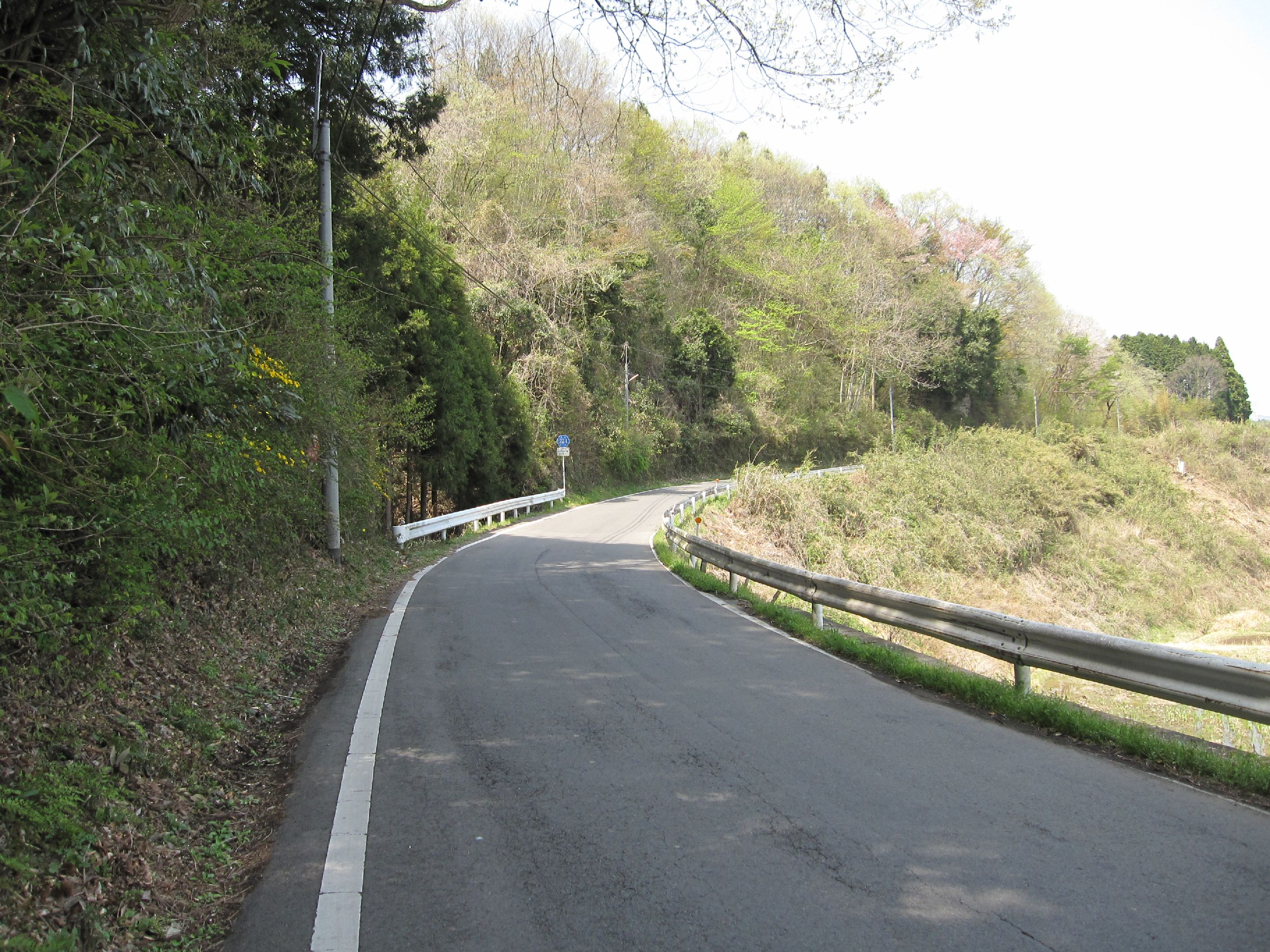
那珂川町小口付近

栃木県道224号小砂小口線（とちぎけんどう224ごう こいさごこぐちせん）は、栃木県那須郡那珂川町に位置する一般県道である。

## 概要
小砂焼で知られる那珂川町小砂から南西に下り、小口温泉付近を経て新那珂川橋の東側で国道400号に合流する道路。那珂川町営バスの馬頭小砂小口線が運行されており、那珂川町中心に当たる馬頭地区から当路線と栃木県道27号那須黒羽茂木線を循環する経路となっている。

## 路線データ
- 総延長：4.979km
- 起点：栃木県那須郡那珂川町小砂（栃木県道27号那須黒羽茂木線交点）
- 終点：栃木県那須郡那珂川町小口（小口交差点＝栃木県道52号矢板那珂川線交点）
- 認定：1961年（昭和36年）4月1日

## 交差する道路
- 栃木県道298号小口黒羽線（那珂川町小口）